# Будинок на вулиці Пирогова, 2
Будинок на вулиці Пирогова, 2 (колишній Житловий будинок співробітників Наркомгоспу УРСР) — житловий будинок у центрі Києва, пам'ятка архітектури. За об'ємним та художнім вирішенням вважається одним з найвизначніших житлових будинків свого часу.

## Опис
Побудований перехресті вулиці Пирогова з вулицею Богдана Хмельницького. Архітектор Шлаканьов Георгій Власович. Будинок є поєднанням конструктивізму з елементами класицизму. Шестиповерховий 13-секційний цегляний будинок, що має дві секції — рядова та наріжна. На поверхах кожної з них — по дві квартири. Ванні кімнати освітлено природним світлом. Більшість споруди розташована на вулиці Пирогова, проте містобудівний акцент перенесено на вежоподібний наріжний восьмиповерховий об'єм, прикрашений барельєфним фризом на рівні вінцевого карниза прилеглих корпусів (скульптор Климов Володимир Васильович). Загалом споруда асиметрична, проте відзначається композиційною врівноваженістю, що досягається симетричністю розміщення окремих її частин. Фасади триярусні. На великому курдонеру по вулиці Пирогова в центральній осі розташовано велику арку проїзду заввишки у три поверхи. Тему арки продовжено у вирішенні аттикового поверху та окремих деталей.

## Галерея

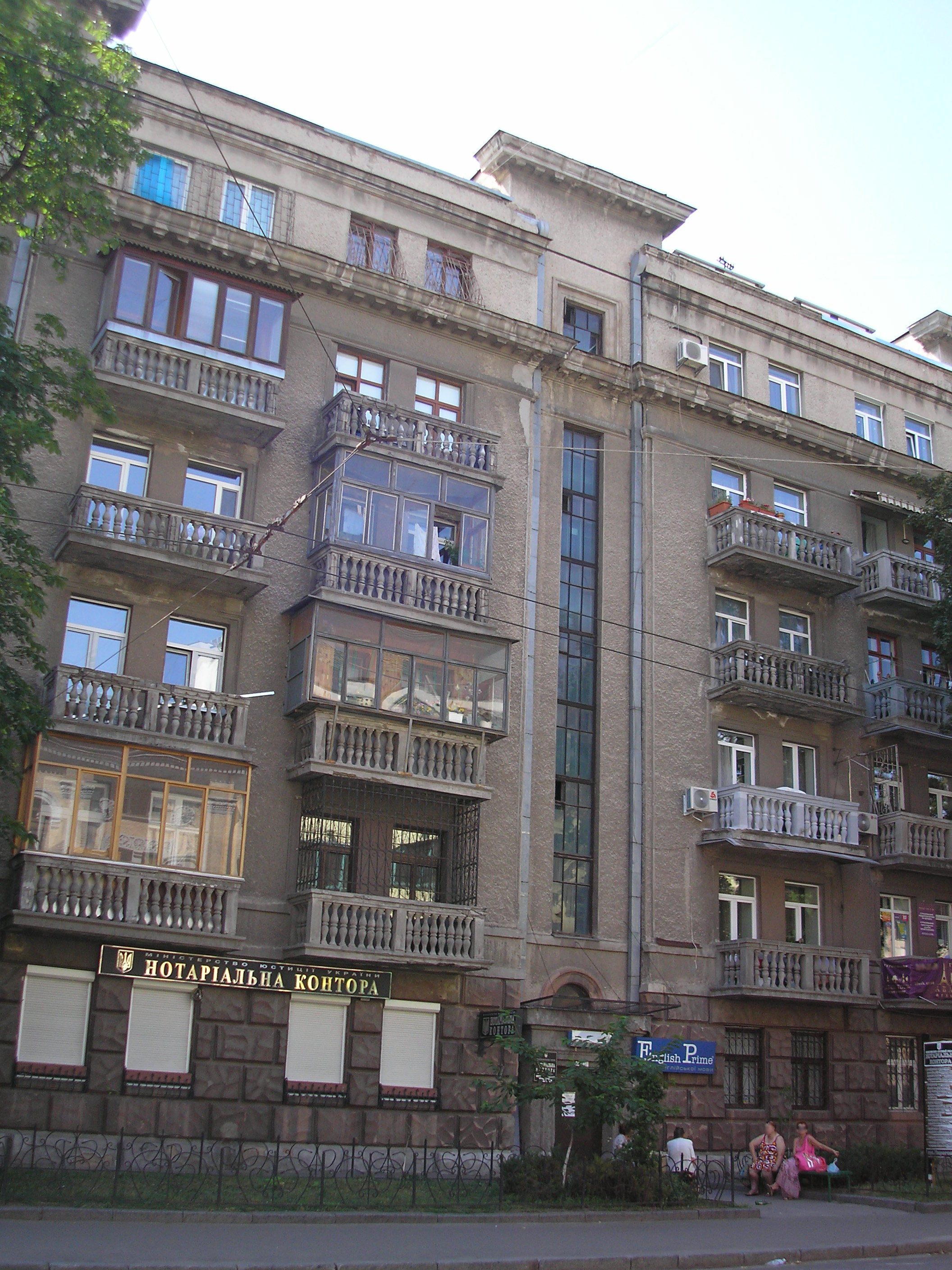
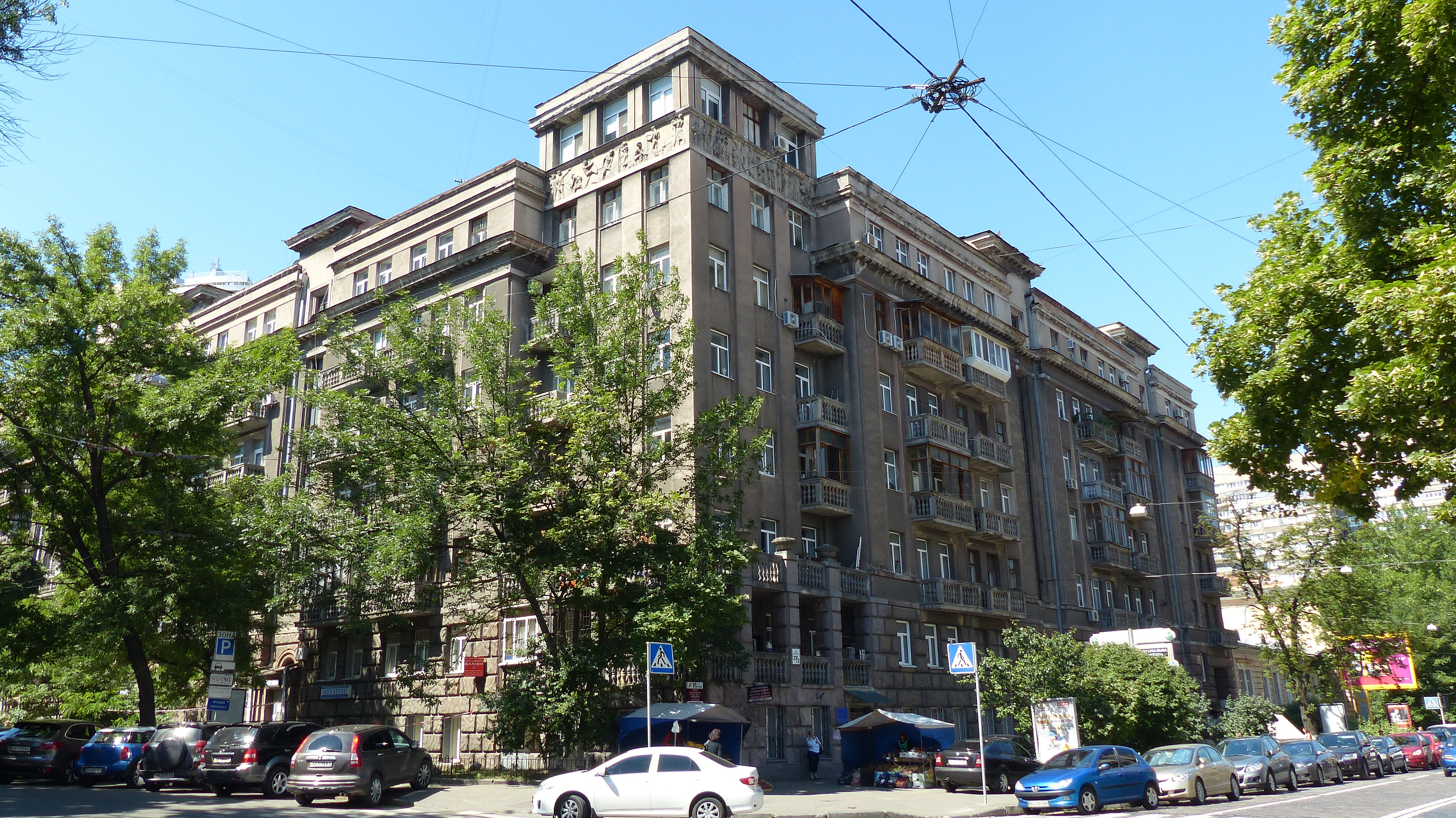
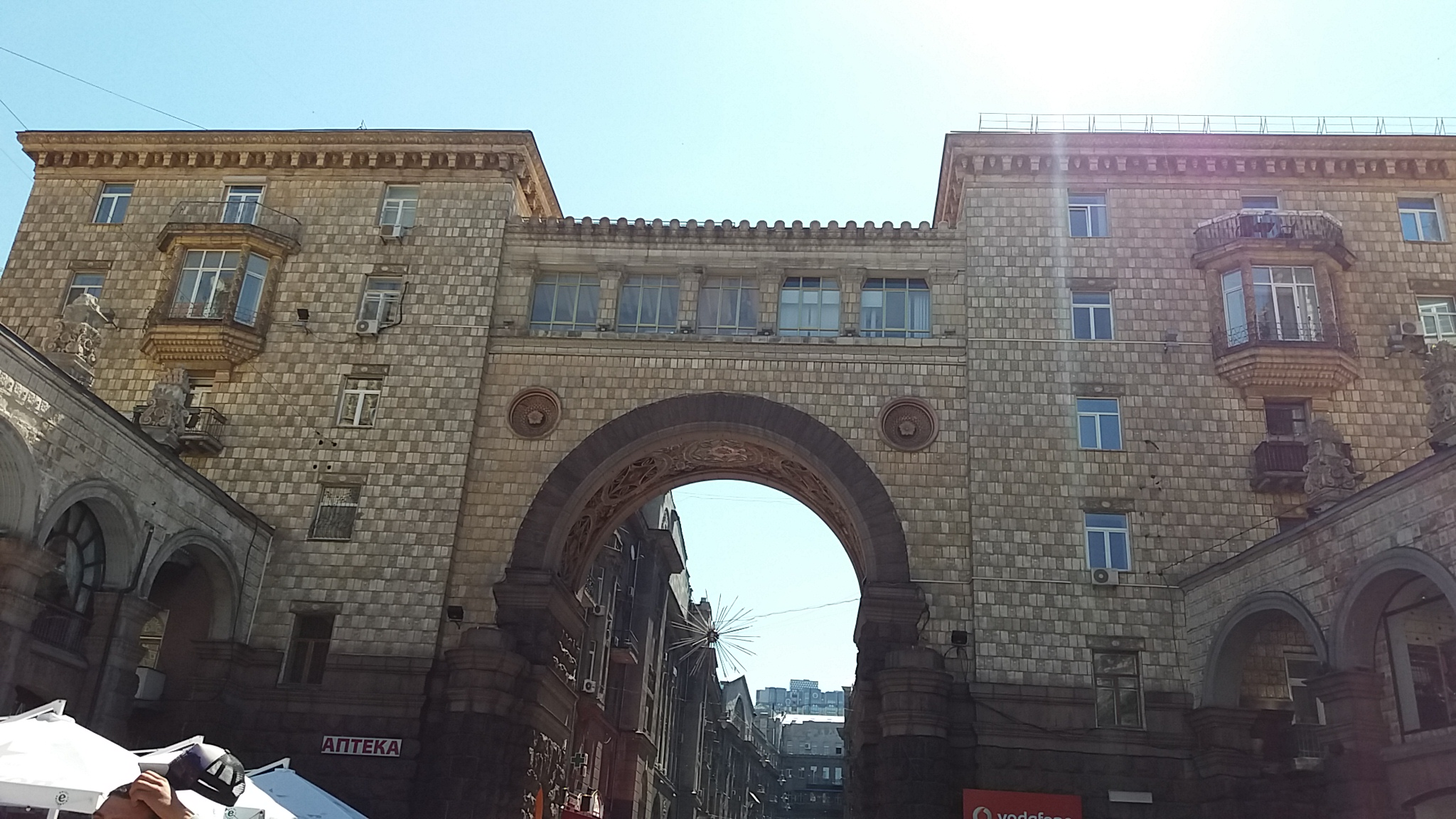
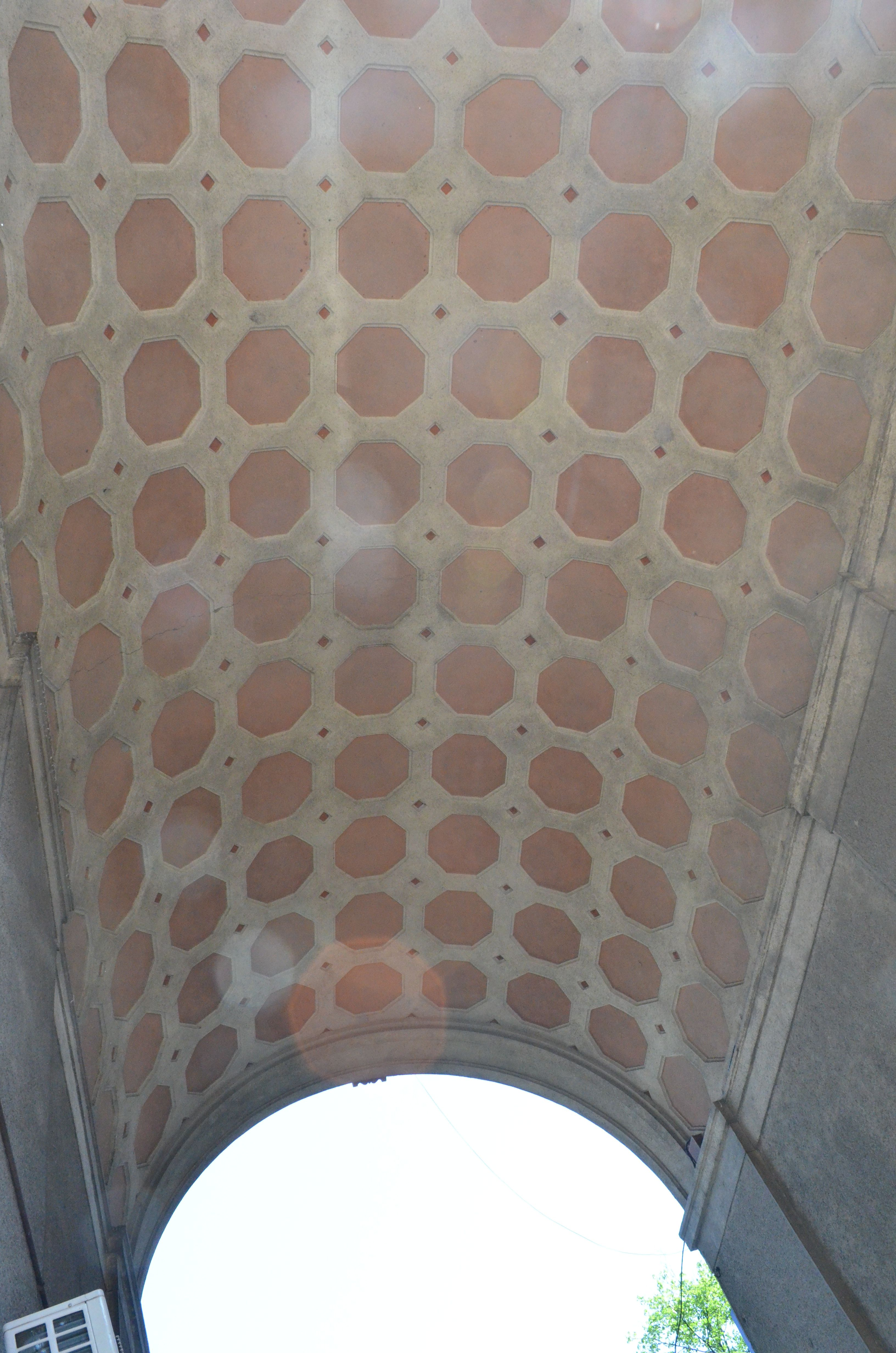
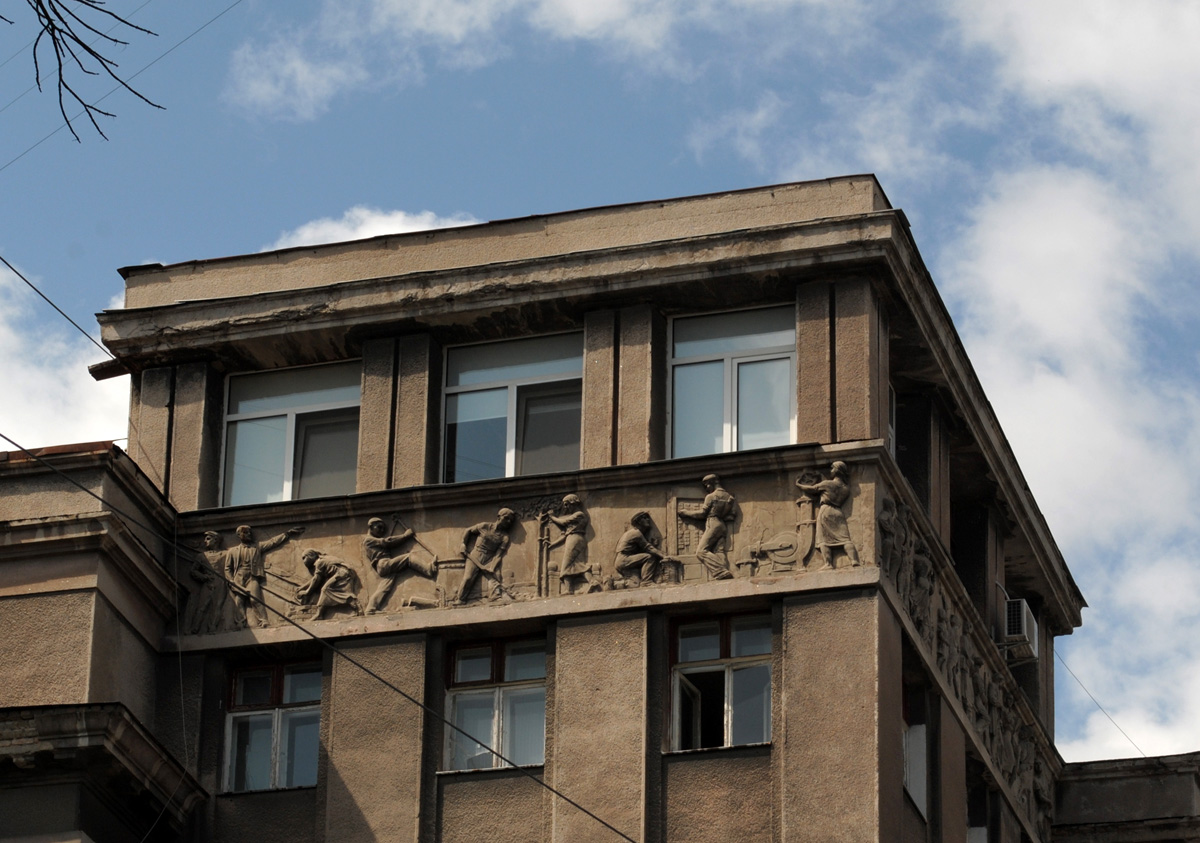
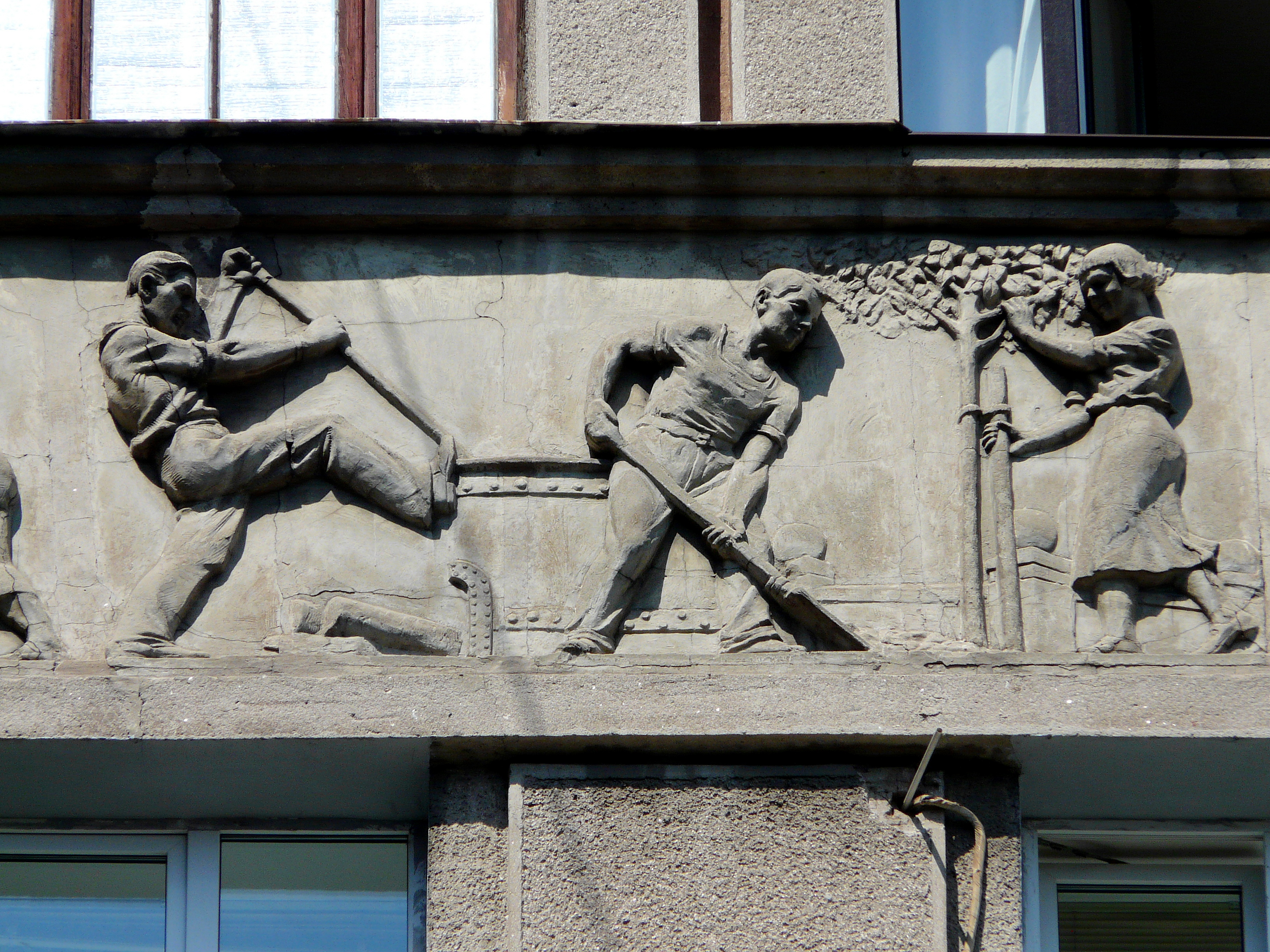

## Рельєфи
Над фризом будинку працював скульптор Климов Володимир Васильович. Фриз складається з кількох повторюваних мізансцен. Чоловіки та жінки працюють, намагаючись створити утопічне місто-сад. Відпочинок після важкої праці містить сюжети з представниками творчої інтелігенції: співачка в національному українському вбранні, художник. Спорт — представлена грою у великий теніс. Культурний відпочинок дорослих доповнюють діти, що запускають іграшкового літака. Композиція стверджує радість соціалістичного життя. Стилістично вони наслідують традиції класицизму і неокласицизму.